# 2009年世界女排大獎賽
2009年世界女排大獎賽於7月31日至8月23日舉行，參賽隊伍為12隊，歷時四週，前三週屬分站賽事，每個分站均有四隊女子排球隊參加單循環賽事，同一週均有三個分站賽事進行，第四週的總決賽（決賽週）則在日本東京舉行。
分站賽總排名由每隊三站共9場賽事的成績決定，總決賽主辦國日本連同其他五支分組賽總排名最高球隊將晉級總決賽爭冠軍。

## 參賽資格
- 總決賽主辦國：  日本（直接入總決賽）
- 美洲區（2008年第7屆泛美盃排球賽（英语：2008 Women's Pan-American Volleyball Cup）前四名。）:

 巴西

 波多黎各

 

 美国
- 歐洲區（2008年世界女排大獎賽歐洲區外圍賽出線。）:

 波蘭

 荷蘭

 俄羅斯

 德国
- 亞洲區（FIVB世界排名亞洲區前四名，主辦國日本已佔一席。）:

 中国

 

 泰國

## 計分方法
- 每個分站均有四隊女子排球隊參賽，每場比賽以五盤三勝制作賽，勝方得2分積分，負方得1分積分，而棄權或被取消資格一方則得0分積分，先以每隊在三站共得的總積分作排名。
- 根據一般排球規則，採取直接得分（點）制，前四盤採取25分（點）制，最後一盤採取15分（點）制。
- 若總積分相同者，再以總得失點比例作排名；總得失點比例相同者，再以總得失盤數比例作排名。
- 總排名作為晉級總決賽的依據，主辦國日本連同其他五支分組賽總排名最高球隊將晉級總決賽爭奪冠軍。

## 總決賽（決賽週）
- 總決賽定於8月19日－8月23日在日本東京舉行。
- 總決賽6強以單循環分組賽方式決勝，和分站賽計分方法一樣。

## 分站名單及賽果

### 第一週

#### A組 (舉辦城市: 巴西里約熱內盧)
主場館 : 馬拉卡納體育館
- 7月31日  巴西 3–0  波多黎各 25:22, 25:17, 25:17
- 7月31日  德国 3–0  美国 25:15, 25:15, 25:16
- 8月1日  巴西 3–0  德国 25:12, 25:19, 25:16
- 8月1日  波多黎各2–3  美国 25:21, 25:20, 23:25, 14:25, 13:15
- 8月2日  巴西 3–0  美国 25:18, 25:22, 25:13
- 8月2日  波多黎各2–3  德国 25:19, 20:25, 25:18, 13:25, 12:15

#### B組 (舉辦城市: 波兰凯尔采)
主場館 : 
- 7月31日  波蘭 2–3  泰國 25:12, 22:25, 22:25, 25:19, 13:15
- 7月31日  日本 0–3  荷蘭 13:25, 19:25, 20:25
- 8月1日  波蘭 0–3  荷蘭 23:25, 20:25, 21:25
- 8月1日  泰國 3–2  日本 19:25, 25:20, 25:18, 20:25, 15:11
- 8月2日  波蘭 3–0  日本 25:20, 26:24, 27:25
- 8月2日  荷蘭 3–1  泰國 25:27, 25:21, 25:17, 25:20

#### C組 (舉辦城市: 中國宁波)
主場館 : 北侖體藝中心
- 7月31日  俄羅斯 3–0   25:23, 25:23, 25:15
- 7月31日  中国 3–0   25:12, 25:18, 25:19
- 8月1日   2–3  俄羅斯 21:25, 27:25, 25:19, 11:25, 10:15
- 8月1日  中国 3–0   25:15, 25:21, 25:14
- 8月2日   2–3   22:25, 12:25, 25:18, 26:24, 10:15
- 8月2日  中国3–2 俄羅斯 23:25, 25:23, 20:25, 25:14, 15:9

### 第二週

#### D組 (舉辦城市: 台灣苗栗市)
主場館 : 苗栗巨蛋體育館
- 8月7日  美国 3–2   25:18, 25:19, 23:25, 21:25, 23:21
- 8月7日  荷蘭 3–1  德国 25:13, 25:23, 22:25, 25:23
- 8月8日  美国 2–3  荷蘭 25:12, 22:25, 16:25, 25:21, 13:15
- 8月8日   0–3  德国 16:25, 17:25, 20:25
- 8月9日  荷蘭 3–0   25:19, 25:15, 25:18
- 8月9日  德国 3–0  美国 25:22, 25:18, 27:25

#### E組 (舉辦城市: 中國澳門)
主場館 : 塔石體育館
- 8月7日  巴西 3–0  泰國 25:14, 25:17, 25:11
- 8月7日  中国 3–2  波蘭 25:19, 25:27, 24:26, 25:14, 15:12
- 8月8日  巴西 3–1  波蘭 25:22, 25:9, 13:25, 25:15
- 8月8日  中国 3–1  泰國 25:27, 25:19, 25:17, 25:19
- 8月9日  泰國 0–3  波蘭 24:26, 13:25, 22:25
- 8月9日  中国 2–3  巴西 21:25, 20:25, 25:19, 25:22, 12:15

#### F組 (舉辦城市: 日本大阪市)
主場館 : 大阪市中央體育館
- 8月7日   2–3  俄羅斯 25:23, 20:25, 18:25, 27:25, 13:15
- 8月7日  日本 3–0  波多黎各 25:22, 25:21, 25:17
- 8月8日  俄羅斯 1–3  波多黎各 17:25, 22:25, 25:22, 26:28
- 8月8日  日本 3–1   22:25, 25:13, 25:18, 25:10
- 8月9日   3–2  波多黎各 25:18, 25:18, 24:26, 22:25, 15:13
- 8月9日  日本 3–1  俄羅斯 20:25, 25:19, 25:15, 25:21

### 第三週

#### G組 (舉辦城市: 香港)
主場館 : 香港體育館
- 8月14日  波蘭 0–3  荷蘭 17:25, 17:25, 13:25
- 8月14日  中国 3–1   25:21, 21:25, 25:17, 25:20
- 8月15日   0–3  荷蘭 14:25, 31:33, 28:30
- 8月15日  中国 2–3  波蘭 21:25, 21:25, 25:18, 26:24, 11:15
- 8月16日   2–3  波蘭 25:22, 23:25, 14:25, 25:13, 11:15
- 8月16日  中国 3–1  荷蘭 25:21, 25:22, 21:25, 25:21

#### H組 (舉辦城市: 南韓木浦市)
主場館 :
- 8月14日   1–3  德国 28:26, 20:25, 22:25, 11:25
- 8月14日  日本 1–3  巴西 12:25, 19:25, 25:15, 13:25
- 8月15日  巴西 3–2  德国 25:27, 25:15, 25:19, 19:25, 15:10
- 8月15日   0–3  日本 13:25, 20:25, 22:25
- 8月16日  德国 2–3  日本 25-23, 14-25, 18-25, 25-21, 10-15
- 8月16日   1–3  巴西 27-25, 15-25, 15-25, 19-25

#### I組 (舉辦城市: 泰國曼谷)
主場館 :
- 8月14日  泰國 3–0  波多黎各 27:25, 30:28, 25:13
- 8月14日  美国 1–3  俄羅斯 21:25, 24:26, 25:19, 17:25
- 8月15日  俄羅斯 3–1  泰國 25:18, 24:26, 25:11, 25:12
- 8月15日  波多黎各 0–3  美国 16:25, 18:25, 22:25
- 8月16日  美国 2–3  泰國 25:19, 20:25, 21:25, 25:23, 11:15
- 8月16日  波多黎各 0–3  俄羅斯 16:25, 17:25, 19:25

## 分站及總決賽成績

### 分站及總決賽三甲表
| Pool   | 分站           | 參賽 隊數 | 冠軍   | 亞軍   | 季軍 |
| ------ | -------------- | --------- | ------ | ------ | ---- |
| A      | 巴西里約熱內盧 | 4         | 巴西   | 德国   | 美国 |
| B      | 波蘭凱爾采     | 4         | 荷蘭   | 泰國   | 波蘭 |
| C      | 中国寧波       | 4         | 中国   | 俄羅斯 |      |
| D      | 中華臺北苗栗市 | 4         | 荷蘭   | 德国   | 美国 |
| E      | 澳門           | 4         | 巴西   | 中国   | 波蘭 |
| F      | 日本大阪市     | 4         | 日本   | 俄羅斯 |      |
| G      | 香港           | 4         | 荷蘭   | 中国   | 波蘭 |
| H      | 木浦市         | 4         | 巴西   | 日本   | 德国 |
| I      | 泰國曼谷       | 4         | 俄羅斯 | 泰國   | 美国 |
| 總決賽 | 日本東京       | 6         | 巴西   | 俄羅斯 | 德国 |

#### 分站總排名
| 名次 | 隊伍     | 勝-負（積分） | 得-失分（點）（比率） | 得-失局（比率） |
| ---- | -------- | ------------- | --------------------- | --------------- |
| 1    | 巴西     | 9-0 (18)      | 793-613 (1.294)       | 27-7 (3.857)    |
| 2    | 荷蘭     | 8-1 (17)      | 772-654 (1.180)       | 25-7 (3.571)    |
| 3    | 中国     | 7-2 (16)      | 871-760 (1.146)       | 25-13 (1.923)   |
| 4    | 俄羅斯   | 5-4 (14)      | 832-767 (1.085)       | 22-15 (1.467)   |
| 5    | 日本     | 5-4 (14)      | 740 700 (1.057)       | 18-16 (1.125)   |
| 6    | 德国     | 5-4 (14)      | 748-729 (1.026)       | 20-15 (1.333)   |
| 7    | 波蘭     | 4-5 (13)      | 749-778 (0.963)       | 17-19 (0.895)   |
| 8    | 泰國     | 4-5 (13)      | 724-825 (0.878)       | 15-21 (0.714)   |
| 9    | 美国     | 3-6 (12)      | 752-791 (0.951)       | 14-22 (0.636)   |
| 10   | 波多黎各 | 1-8 (10)      | 685-791 (0.866)       | 9-25 (0.360)    |
| 11   |          | 1-8 (10)      | 717-830 (0.864)       | 10-26 (0.385)   |
| 12   |          | 1-8 (10)      | 697-842 (0.828)       | 10-26 (0.385)   |

## 總決賽
主辦城市 : 日本東京

主場館 : 東京體育館

出線隊伍 :  日本， 巴西， 荷蘭， 中国， 俄羅斯， 德国
- 8月19日  荷蘭 3-2  中国 18:25, 25:22,	25:22, 24:26, 15:13
- 8月19日  巴西 3-2  俄羅斯 25:20, 22:25, 25:17, 24:26, 16:14
- 8月19日  日本 1-3  德国 21:25, 25:16, 17:25, 22:25

- 8月20日  荷蘭 3-2  德国 19:25, 25:21, 25:22, 21:25, 15:13
- 8月20日  中国 0-3  巴西 21:25, 20:25, 29:31
- 8月20日  日本 1-3  俄羅斯 17:25, 23:25, 29:27, 14:25

- 8月21日  中国 1-3  俄羅斯 29:27, 16:25, 19:25, 23:25
- 8月21日  巴西 3-0  德国 25:15, 25:15, 25:16
- 8月21日  日本 3-0  荷蘭 25:22, 25:18, 25:22

- 8月22日  德国 1-3  俄羅斯 25:16, 21:25, 23:25, 20:25
- 8月22日  巴西 3-1  荷蘭 25:22, 18:15, 25:20, 25:16
- 8月22日  日本0-3  中国 20:25, 23:25, 17:25

- 8月23日  德国 3-1  中国 25:14, 23:25, 25:21, 25:14
- 8月23日  俄羅斯 3-0  荷蘭 25:20, 25:23, 25:21
- 8月23日  日本 1-3  巴西 21:25, 27:25, 19:25, 19:25